# The Viking Raiders
The Viking Raiders, wcześniej War Machine – tag team w profesjonalnym wrestlingu, który obecnie występuje w federacji WWE w brandzie Raw. Drużynę tworzą Hanson i Rowe. Duo jest najbardziej znane z występów w Ring of Honor (ROH), gdzie byli posiadaczami ROH World Tag Team Champions. Ponadto występowali w federacjach niezależnych w Stanach Zjednoczonych i Wielkiej Brytanii, między innymi Insane Championship Wrestling, Revolution Pro Wrestling, Progress Wrestling i Pro Wrestling Guerrilla. War Machine odnieśli sukces również w Japonii, gdzie pracowali dla Pro Wrestling Noah i New Japan Pro-Wrestling, a także dwukrotnie zdobyli IWGP Tag Team Championship.

## Historia

### Ring of Honor i New Japan Pro-Wrestling (2014–2017)
W 2014, Hanson i Rowe wzięli udział w turnieju Top Prospect Tournament 2014, gdzie spotkali się wspólnie w finale, który wygrał Hanson. W lutym zaczęli regularnie występować w Ring of Honor jako drużyna War Machine. 11 kwietnia podpisali kontrakty z federacją. 22 sierpnia 2015, War Machine pokonali Killer Elite Squad (Davey Boy Smitha Jr.'a i Lance'a Archera) w non-title matchu, dzięki czemu mogli zawalczyć o ich GHC Tag Team Championship (tytuły federacji Pro Wrestling Noah). Rowe i Hanson zawalczyli z nimi w Japonii 19 września, lecz zostali pokonani. 18 grudnia podczas gali Final Battle, War Machine pokonali The Kingdom (Matta Tavena i Michaela Bennetta), dzięki czemu zdobyli ROH World Tag Team Championship. Tytuły utracili 9 maja 2016 podczas gali War of the Worlds na rzecz The Addiction (Christophera Danielsa i Frankiego Kazariana). W listopadzie 2016, War Machine zadebiutowali dla New Japan Pro-Wrestling (NJPW) i wzięli udział w turnieju World Tag League 2016. Zdołali wygrać cztery walki z siedmiu, przez co nie dostali się do finałów. Hanson i Rowe zadebiutowali w federacji Revolution Pro Wrestling w styczniu 2017, gdzie przegrali z Joelem Redmanem i Charliem Sterlingiem o Undisputed British Tag Team Championship.
9 kwietnia 2017 podczas gali Sakura Genesis, War Machine pokonali Tencozy (Hiroyoshi'ego Tenzana i Satoshi'ego Kojimę), przez co zdobyli tytuły IWGP Tag Team Championship. Utracili je na rzecz Guerrillas of Destiny (Tama Tongi i Tangi Loa) 11 czerwca na gali Dominion 6.11 in Osaka-jo Hall, lecz odzyskali w no disqualification matchu podczas gali G1 Special in USA z 1 lipca. War Raiders stracili tytuły na rzecz Killer Elite Squad w three-way matchu (w którym brali udział również Guerrillas of Destiny) podczas gali Destruction in Kobe z 24 września. Duet po raz ostatni wystąpił dla ROH podczas gali Final Battle z 15 grudnia 2017, zaś dla NJPW 5 stycznia 2018 podczas gali New Year's Dash (dzień po gali Wrestle Kingdom 12.

### WWE (od 2018)
16 stycznia 2018 zostało ogłoszone, że Hanson i Raymond Rowe podpisali kontrakty z WWE i rozpoczną dalsze treningi w szkółce WWE Performance Center, a także zostaną przydzieleni do rozwojowego brandu NXT. Zadebiutowali w telewizji 11 kwietnia podczas odcinka tygodniówki NXT, gdzie jako War Raiders zaatakowali drużynę Heavy Machinery (Otisa Dozovica i Tuckera Knighta), a także Riddicka Mossa i Tino Sabbatelli'ego.

## Styl walki
- Drużynowe finishery

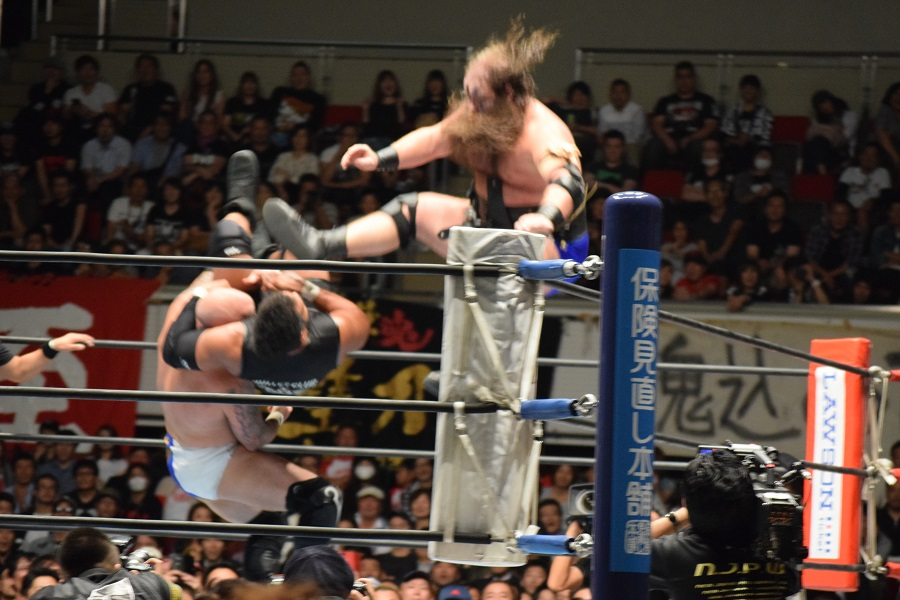
War Machine wykonujący Fallout na Tandze Loa

  - Fallout (Belly-to-back suplex (Rowe) / diving leg drop (Hanson))[19]
  - Thor's Hammer (Wspomagany pop-up powerslam)[20]

- Inne ruchy drużynowe
  - Double chokeslam[19]
  - Elevated German suplex (Rowe) / springboard clothesline (Hanson)
  - Hanson wykonujący powerbomb na Rowe, który ląduje na leżącym przeciwniku[21][19]

- Motywy muzyczne
  - „Blood and Tears” ~ Eric Baumont i Jean-Michel Bacou
  - „Prepare For War” ~ David Grimason
  - „War” ~ CFO$ (NXT; od 11 kwietnia 2018)

## Mistrzostwa i osiągnięcia
- Brew City Wrestling

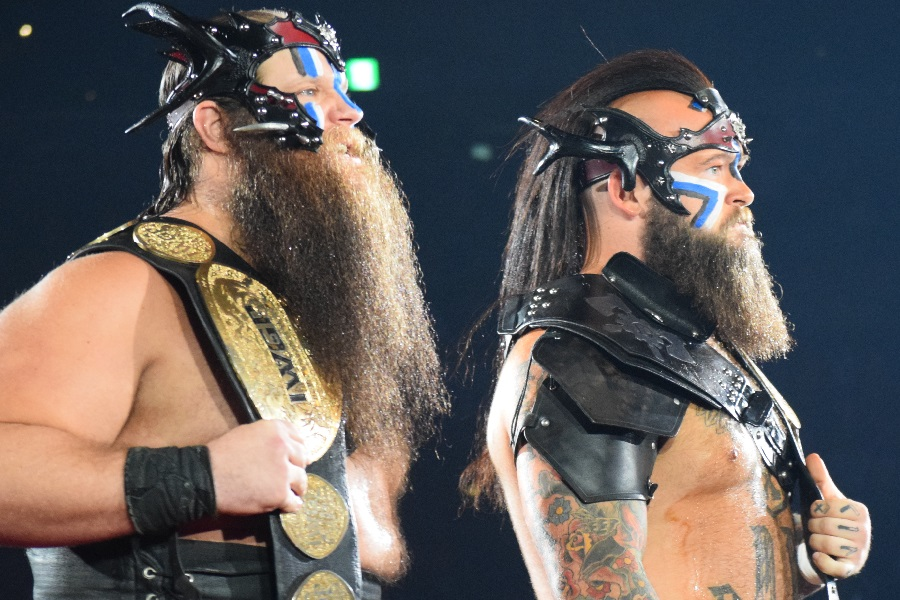
War Machine będący w posiadaniu IWGP Tag Team Championship

  - BCW Tag Team Championship (1 raz)

- New Japan Pro-Wrestling
  - IWGP Tag Team Championship (2 razy)[12][14]

- Pro Wrestling Illustrated
  - PWI umieściło Hansona w top 500 wrestlerów rankingu PWI 500: 290. miejsce w 2014; 241. miejsce w 2015; 108. miejsce w 2016; 133. miejsce w 2017[22]
  - PWI umieściło Rowe'a w top 500 wrestlerów rankingu PWI 500: 308. miejsce w 2014; 203. miejsce w 2015; 97. miejsce w 2016; 117. miejsce w 2017[23]

- Ring of Honor
  - ROH World Tag Team Championship (1 raz)[24]

- VIP Wrestling
  - VIP Tag Team Championship (1 raz)[25]

- What Culture Pro Wrestling
  - WCPW Tag Team Championship (1 raz)[26]